# Lego Monster Fighters
Lego Monster Fighters var en produktlinje produceret af den danske legetøjskoncern LEGO. Serien blev blev kun produceret i 2012 og indeholdt klassiske monstre fra horrorgenren, hvor en gruppe mennesker under ledes af Dr. Rodney Rathbone bekæmper Lord Vampyres monstre og indsamler månesten.

## Sæt
| Nummer  | Navn                                      | År   |
| ------- | ----------------------------------------- | ---- |
| 9461    | The Swamp Creature                        | 2012 |
| 9462    | The Mummy                                 | 2012 |
| 9463    | The Werewolf                              | 2012 |
| 9464    | The Vampyre Hearse                        | 2012 |
| 9465    | The Zombies                               | 2012 |
| 9466    | The Crazy Scientist & His Monster         | 2012 |
| 9467    | The Ghost Train                           | 2012 |
| 9468    | Vampyre Castle                            | 2012 |
| 10228   | Haunted House                             | 2012 |
| 30200   | Zombie Chauffeur Coffin Car polybag       | 2012 |
| 30201   | Ghost polybag                             | 2012 |
| 40076   | Zombie Car polybag                        | 2012 |
| 5000644 | Monster Fighters Promotional Pack polybag | 2012 |